# Ngā Wai Hono i te Pō
Ngā Wai Hono i te Pō (* 13. ledna 1997 Waikato, Nový Zéland) je od 5. září 2024 novozélandskou maorskou královnou. Je osmá v pořadí maorských vládců, na trůnu vystřídala svého otce Tuheitia (Tuheitia Pootatau Te Wherowhero VII.), který zemřel 30. srpna 2024 ve věku 69 let po osmnácti letech panování.
Zvolená byla radou maorských náčelníků jako nejmladší ze tří sourozenců. Je druhou ženou na maorském trůnu, první byla její babička Te Arikinui, Dame Te Atairangikaahu, která vládla v letech 1966–2006.
Maorské hnutí Kiingitanga, které mělo za cíl sjednotit domorodé obyvatele Nového Zélandu pod jednoho vládce, bylo završeno v roce 1858 korunovací prvního krále Pootatau Te Wherowhero, zakladatele královské dynastie Te Wherowhero.